# Inteleca
Inteleca («Интелека») — телекоммуникационная компания Алтайского края, оказывала услуги проводного (FTTB) и беспроводного (Wi-Fi) высокоскоростного доступа в Интернет, цифрового и аналогового кабельного телевидения в Барнауле и Бийске.
Изначально вела деятельность в Барнауле, по состоянию на начало 2010-х годов владела 38 % барнаульского рынка широкополосной передачи данных и 59 % рынка кабельного телевидения, владела 500 км собственных волоконно-оптических линий. Летом 2010 года купила бийского провайдера сеть AllByisk.NET, ранее принадлежавшего компании «Эффортел», получив третье место по числу абонентов широкополосного доступа в Интернет в Бийске. Выручка за 2010 год оценена в 240 млн руб.
Поглощена МТС в 2011 году за $19,3 млн, сумма сделки рассчитана из мультипликатора 5,3 от прогнозной EBITDA за 2011 год.